# Gradiški Dol
Gradiški Dol este o localitate din comuna Rogaška Slatina, Slovenia, cu o populație de 29 de locuitori.